# Калюжняк Анатолій Миколайович
Анатолій Миколайович Калюжняк (нар. 25 липня 1962, Хмельницький) — генерал-майор, начальник Головної інспекції СБУ до квітня 2014 року, заступник начальника Головного управління по боротьбі з корупцією і організованою злочинністю Служби безпеки України з 2010 по вересень 2013 року і з 2019 року. Працював помічником народного депутата Владислава Бухарєва.

## Життєпис
- 1988 — закінчив Харківський юридичний інститут.
- З 1990 — працює в органах державної безпеки.
- 1991-2005 — працював в Хмельницькому управлінні СБУ.
- 2005-2006 — заступник начальника Полтавського управління СБУ
- З 2006 по 2008 рік заступник начальника в Хмельницькому управлінні СБУ
- З 2008 по 2010 рік заступник начальника Дніпропетровського управління СБУ.
- З 2010 по вересень 2013 року заступник начальника Головного управління по боротьбі з корупцією і організованою злочинністю СБУ.
- З вересня 2013 по квітень 2014 року начальник Головної інспекції СБУ.
- З квітня 2014 року звільнився з займаної посади та органів СБУ.
- 24 серпня 2013 року указом Президента України Віктором Януковичем йому було постановлено присвоїти військове звання генерал-майора.
- 28 червня 2019 року заступник начальника Головного управління по боротьбі з корупцією і організованою злочинністю СБУ.

## Сім'я
- Військове звання — генерал-майор.
- Одружений, виховує сина та доньку.